# Echthroplexis
Echthroplexis is een geslacht van vliesvleugeligen uit de familie Encyrtidae. De wetenschappelijke naam van dit geslacht is voor het eerst geldig gepubliceerd in 1856 door Förster.

## Soorten
Het geslacht Echthroplexis omvat de volgende soorten:
- Echthroplexis planiformis (Howard, 1895)
- Echthroplexis puncticollis (Thomson, 1876)
- Echthroplexis tompanus (Erdös, 1960)